# شخض لحمي

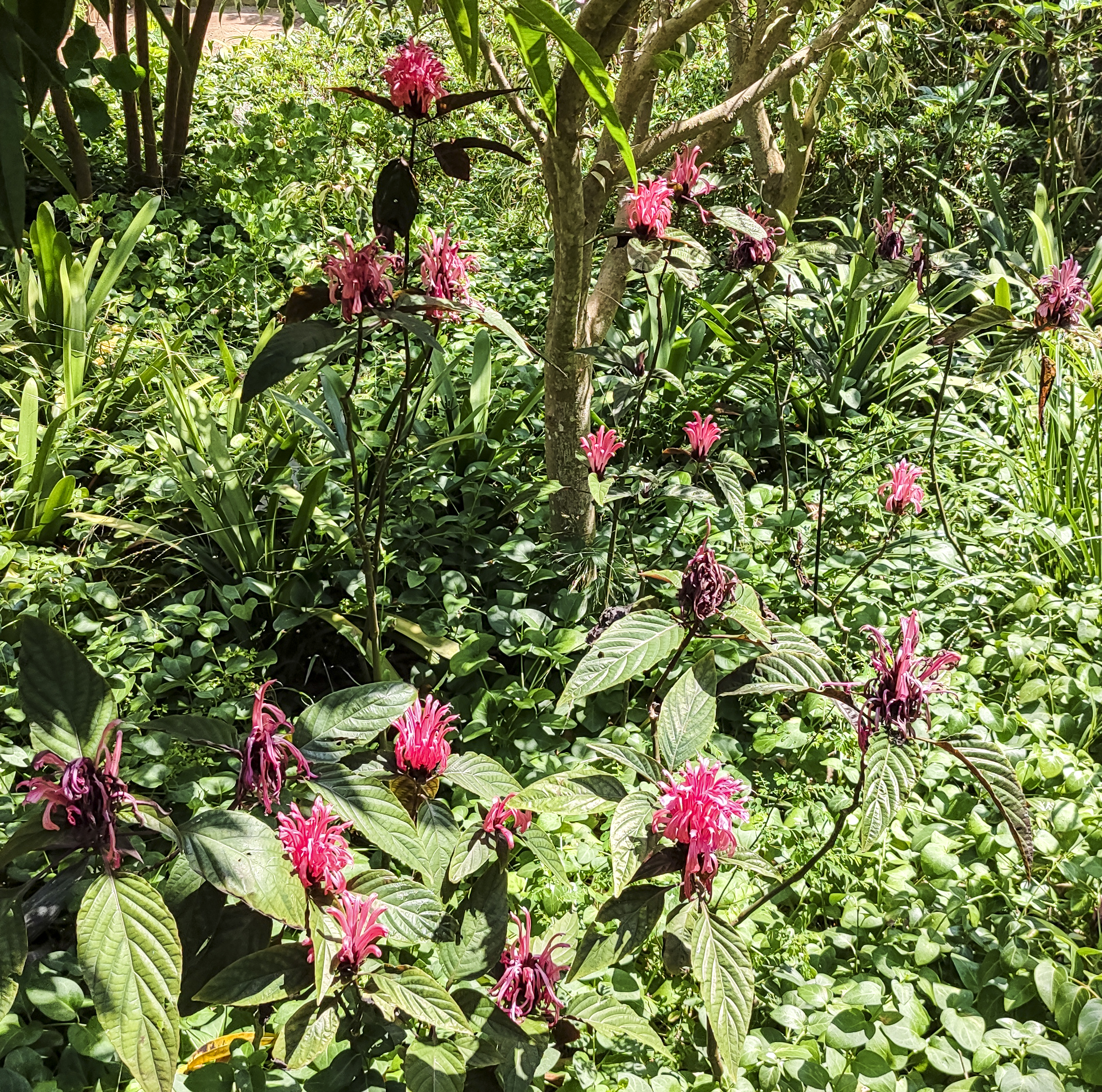
شخض لحمي من الحدائق العجيب لبوقنادل.

شخض لحمي (الاسم العلمي:Justicia carnea) هو نوع من النباتات يتبع جنس الشخض من الفصيلة الأقنتية.